# Plodorodne
Plodorodne (ukrainisch Плодородне, russisch Плодородное Plodorodnoje, krimtatarisch Kök Teyin [Кок Тейин], bis 1948 Коктеин-Берлин Koktein-Berlin, früher Кок-Теин Kok-Tein) ist ein Dorf in  der ländlichen Siedlung Woschodnensk im Bezirk Krasnohwardijske der Autonomen Republik Krim.

## Geschichte
Der Ort wurde bereits 1608 erwähnt. Da infolge des Krimkriegs 1853–1856 viele Krimtataren das Dorf verließen und in die Türkei flüchteten, errichteten ab 1888 krimdeutsche Lutheraner eine neue Siedlung „Berlin“ auf 2400 Dessjatinen Land neben dem alten, größtenteils zerstörtem Koktein. Irgendwann nach 1900 fand die Vereinigung der Dörfer Koktein (mit 48 Einwohnern) und Berlin (20 Haushalte mit einer deutschen Bevölkerung von 94 registrierten Einwohnern und 60 „Außenseitern“) zu Коктеин-Берлин (Koktein-Berlin) statt. Kurz nach Beginn des Zweiten Weltkrieges wurden die Krimdeutschen am 18. August 1941 zunächst nach Stawropol und dann nach Sibirien und Nordkasachstan deportiert. Durch Ukas des Präsidiums des Obersten Sowjets der RSFSR vom 18. Mai 1948 wurde Kohtein (bzw. Koktein-Berlin) in Плодородное Plodorodnoje (russisch; ukrainisch Плодородне Plodorodne) umbenannt.